# Gymnopaxillus
Gymnopaxillus is een geslacht van schimmels behorend tot de familie Serpulaceae. De typesoort is Gymnopaxillus morchelliformis.

## Soorten
Volgens Index Fungorum heeft dit geslacht vier soorten:
| Soortnaam                     | Auteur(s)                     | Publicatiejaar |
| ----------------------------- | ----------------------------- | -------------- |
| Gymnopaxillus crubensis       | Calvelo & Lorenzo             | 1989           |
| Gymnopaxillus morchelliformis | E. Horak                      | 1966           |
| Gymnopaxillus nudus           | Claridge, Trappe & Castellano | 2001           |
| Gymnopaxillus vestitus        | Claridge, Trappe & Castellano | 2001           |